# Bristol Draco
El Bristol Draco fue motor radial de nueve cilindros del fabricante británico Bristol Aeroplane Company. Era esencialmente una versión del su famoso Pegasus convertido para usar un sistema de Inyección de combustible.
El carburador tenía sólo una simple válvula de mariposa, mientras que dos bombas inyectoras suministraban combustible a los cilindros, una a cuatro cilindros y la otra a cinco. La inyección se realizaba en el colector, y luego ingresaba a los cilindros a través de dos válvulas de admisión que poseía cada uno. El motor fue probado en vuelo en un Westland Wapiti. Debido al costo del sistema y a que no otorgaba grandes mejoras, el desarrollo se detuvo.

## Especificaciones (Draco)
Fuente: Lumsden 2003
- Tipo: Motor radial de 9 cilindrs enfriado por aire
- Diámetro: 146 mm
- Carrera: 190 mm
- cilindrada: 28,7 l
- Compresión: 5,3:1
- Largo del motor: 1.105 mm
- Diámetro del motor: 1.410 mm
- Peso: 495,8 kg
- Válvulas: a la cabeza
- Compresor: supercargador medio
- Alimentación: Inyección de combustible
- Refrigeración: enfriado por aire
- Potencia: 570 hp a 2.000 rpm
- Peso/potencia: 1,14 hp/kg
- Diseñador: Roy Fedden
- Reducción: Engranajes epicíclicos, reducción 0,5:1, hélice de giro izquierdo